# Geranomyia penthoptera
Geranomyia penthoptera är en tvåvingeart som beskrevs av Alexander 1924. Geranomyia penthoptera ingår i släktet Geranomyia och familjen småharkrankar. Inga underarter finns listade i Catalogue of Life.